# Culture du Karassouk
La culture du Karassouk (en russe : Карасукская культура), est le nom donné à un groupe de sociétés de l'Âge du bronze final, qui se sont développées au sud de la Sibérie occidentale et au nord du Kazakhstan, d'environ 1500 à environ 700 av. J.-C.. La culture du Karassouk est issue d'une branche orientale de la culture d'Andronovo.

## Extension géographique
La rivière Karassouk prend sa source près de Novossibirsk et se jette dans un lac endoréique non loin de la frontière avec le Kazakhstan. Elle a donné son nom à la culture du Karassouk, qui s'étendait plus largement de la mer d'Aral jusqu'à l'amont du fleuve Ienisseï, d'environ 1500 à environ 700 av. J.-C.

## Culture
Les restes de cette culture sont peu nombreux et majoritairement liés à des objets mortuaires, trouvés dans quelque 2 000 tombes de la région.

## Chronologie
On trouvait au Néolithique dans la même région la culture d'Afanasievo.
La culture du Karassouk est précédée par la culture d'Andronovo. Elle est suivie par la culture de Tagar à l'est et par la culture des Scythes à l'ouest, qui se sont étendues de 800 à 200 av. J.-C., durant l'Âge du fer, et qui présentent des similitudes qui accréditent une transmission.
Des échanges culturels se sont produits à cette époque tout au long de la zone steppique, sur un territoire allant du nord de la Chine et de la région du lac Baïkal jusqu'à la mer Noire.